# Ur So Gay
"Ur So Gay" (tạm dịch: "Trông anh thật giống người đồng tính") là một ca khúc của nghệ sĩ thu âm người Mỹ Katy Perry. Ca khúc được sản xuất bởi Greg Wells và thiết kế bởi Drew Pearson. "Ur So Gay" là sản phẩm âm nhạc đầu tiên của Katy Perry, sau đó ca khúc này cũng được xuất hiện trong album đầu tay của cô, One of the Boys. Hãng Capitol đã đăng ca khúc này lên trang web của họ và cho mọi người tải về miễn phí. Ca khúc đã thất bại trong việc lọt vào bảng xếp hạng Billboard Hot 100.

## Video âm nhạc
Video âm nhạc cho "Ur So Gay" được đạo diễn bởi Walter May. Trong video, Perry hát ca khúc giữa phông nền hoạt hình với những đám mây đang nở những nụ cười. Những nhân vật khác trong video là những con búp bê Fashion Royalty.

## Danh sách ca khúc
- 7" Pink Vinyl"[2]

1. "Ur So Gay" (Clean) – 3:39
2. "Use Your Love" – 3:01

- Đĩa đơn CD

1. "Ur So Gay" (Clean) – 3:39
2. "Ur So Gay" (Junior Sanchez Club Remix) – 5:53
3. "Use Your Love" – 3:01
4. "Lost" – 4:20
5. "Ur So Gay" (Instrumental) – 3:38
6. "Ur So Gay" (Junior Sanchez Club Instrumental) – 5:55
7. "Ur So Gay" (Acappella) – 3:15

- EP kĩ thuật số

1. "Ur So Gay" – 3:39
2. "Ur So Gay" (Junior Sanchez Club Remix) – 5:54
3. "Use Your Love" - 3:03
4. "Lost" – 4:20

## Bảng xếp hạng
| Bảng xếp hạng (2008)                              | Vị trí cao nhất |
| ------------------------------------------------- | --------------- |
| Hoa Kỳ Hot Singles Sales (Billboard)              | 2               |
| Hoa Kỳ Dance/Electronic Singles Sales (Billboard) | 1               |

## Chứng nhận và doanh số
| Quốc gia                                                                                             | Chứng nhận | Số đơn vị/doanh số chứng nhận |
| --- | ---------- | ----------------------------- |
| Brasil (Pro-Música Brasil)                                                                           | Bạch kim   | 60.000*                       |
| Hoa Kỳ (RIAA)                                                                                        | Vàng       | 500.000‡                      |
| * Chứng nhận dựa theo doanh số tiêu thụ. ‡ Chứng nhận dựa theo doanh số tiêu thụ và phát trực tuyến. |            |                               |